# Vasa Bryggeri

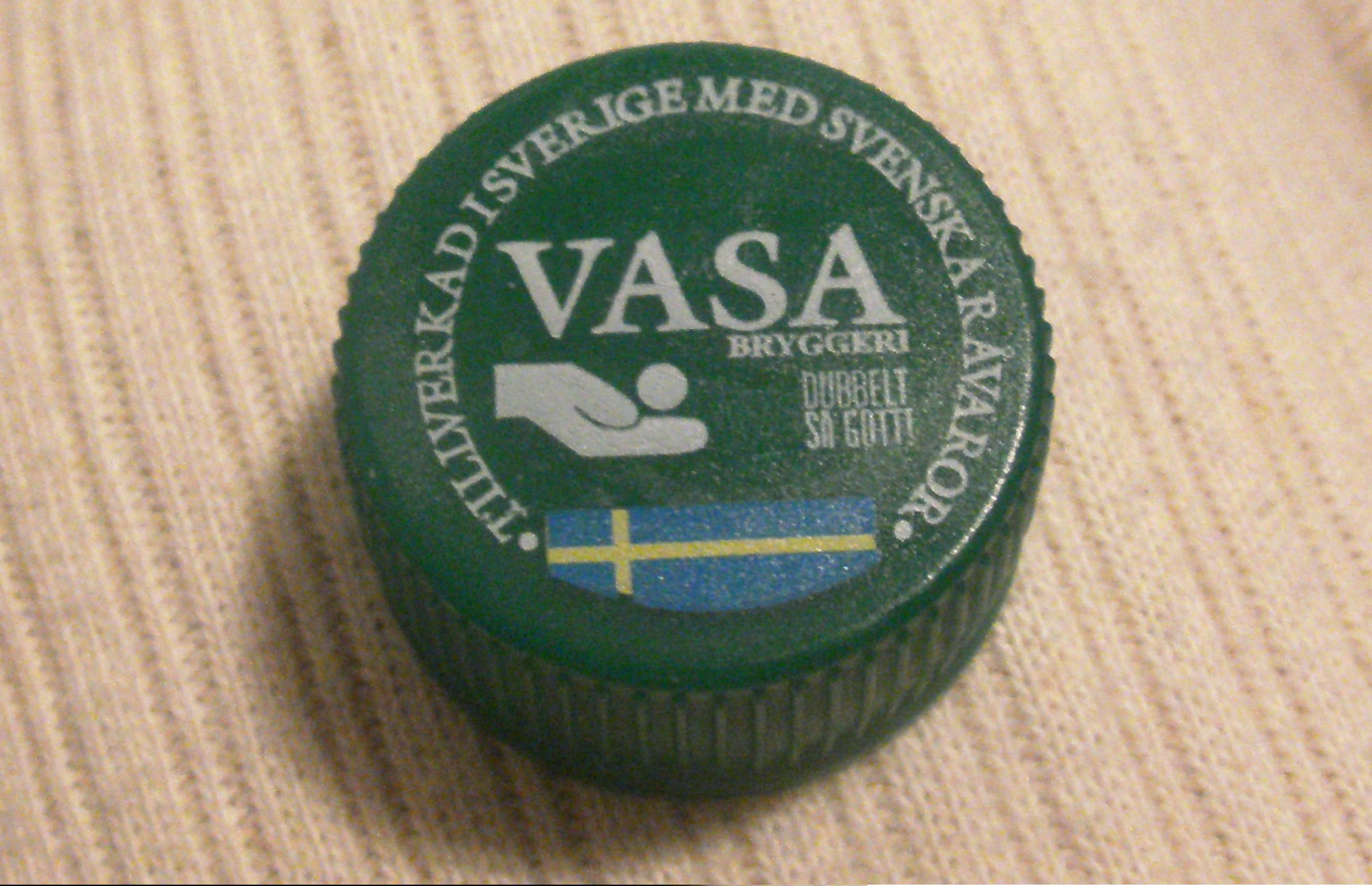
En kork från en flaska Loranga, som visar bryggeriets logotyp.

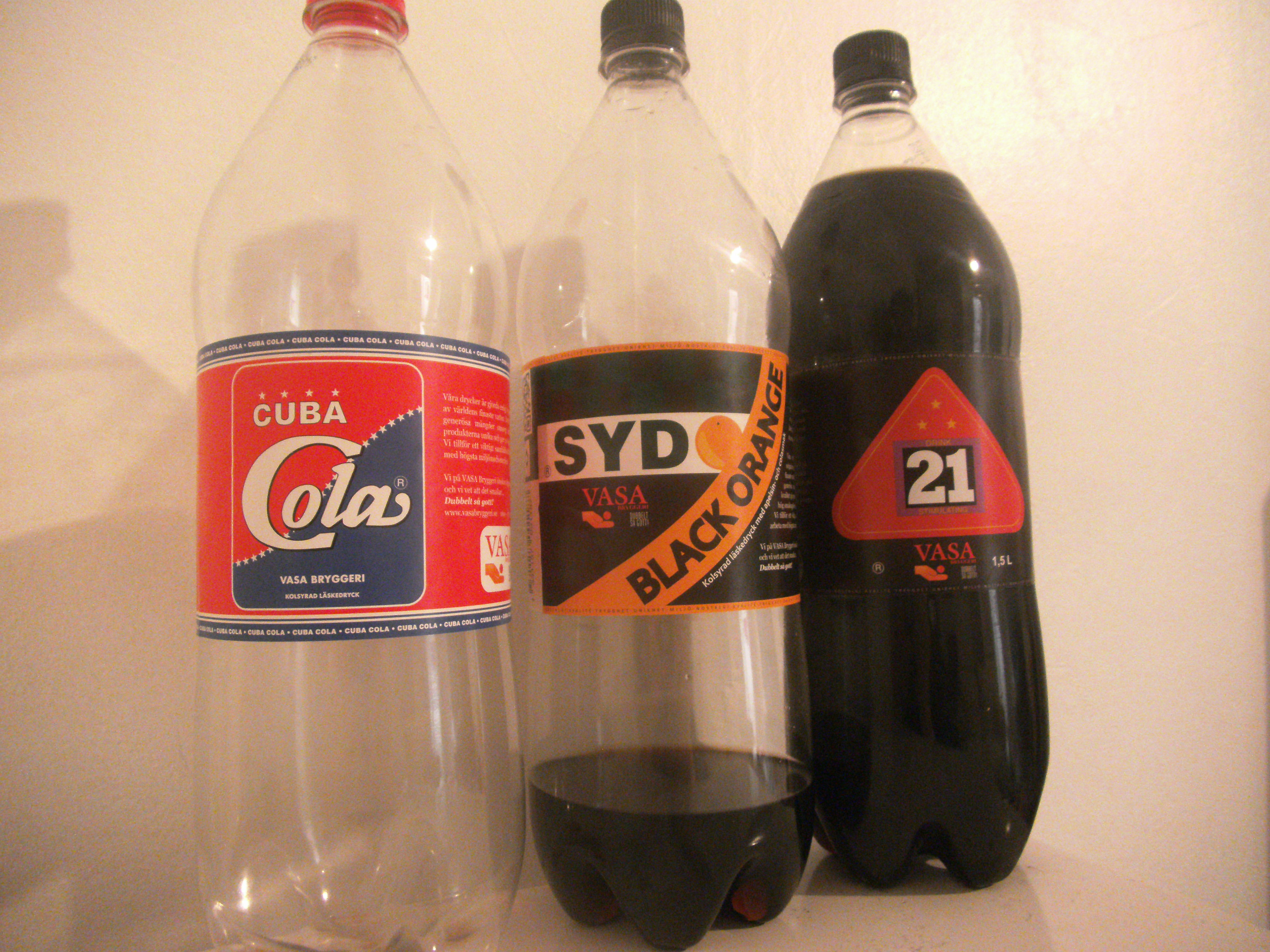
Tre flaskor läskedryck från Vasa Bryggeri, januari 2017

Vasa Bryggeri, fullständigt namn Dryckesbolaget Gustav Vasa AB, är ett mindre bryggeri i Sundsvall grundat 1997 och vars företagsidé är att återinföra lokala varumärken inom öl, läsk och vatten. Bolaget är mer inriktat på läsk än öl. En av bolagets grundare var längdskidåkaren Vladimir Smirnov. VD är Niclas Nilsson.
Vinnare av Expressens stora julmusttest 2021 med Gammeldags Julmust.

## Märken (aktiva)

### Läsk
- Bordsdricka - Smak liknas vid en blandning av must och Portello
- Sundsvalls Öl
- Cherry Special
- Coco Bahia - smak av kokos och ananas
- Festbrus - ursprung i Norge
- Fruktsoda - Populär i början på 70-talet.
- Guldus - äppelsmak, bryggdes en gång i tiden av uppemot 400 olika bryggerier
- Guldus ZERO
- Haiwa - ananassmak
- Julmust
- Julmust gammeldags - extralagrad
- Julmust special - med smak av banan
- Loranga - apelsinsmak
- Portello - Karamellaktig smak
- Portello FREE Sockerfri- Portello utan tillsatt socker
- Påskmust
- Påskmust gammeldags - extralagrad
- Påskmust special - med smak av banan
- RIO - blodapelsinsmak, från 60-talet.
- RIO Zero
- Sockerdricka
- SYD Black Orange - blandning av cola och apelsin, populär under 80-talet.
- Vira Blåtira - skumbanansmak, lanserad och mycket populär under tidigt 80-tal.
- Vira Blåtira FREE Sockerfri
- XL Cola

## Varumärken (utgått)
- CAR - Lemon/Lime
- Citronil
- Drink 21 - ursprung i södra Norrland, populär under 50-, 60- och 70-talet. Smak liknas vid en blandning av must och cola.
- Gammeldags Knäckkola
- Gammeldags Skumtomte
- Pomril Special- Smak av äpple och apelsin
- Pomril Special FREE Sockerfri
- Siddni - passionsfruktsmak